# Korytnica (powiat garwoliński)

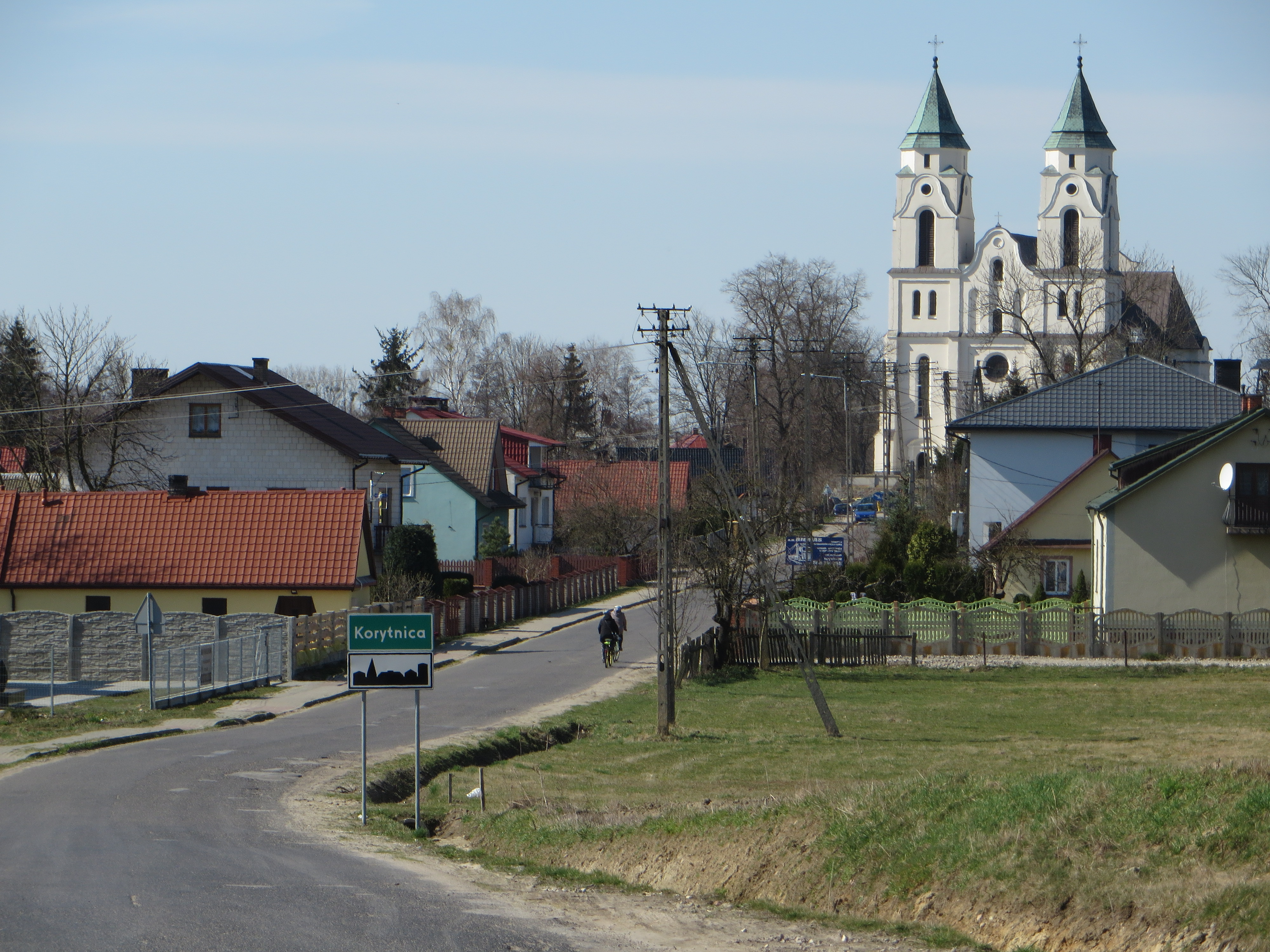
Widok na kościół od strony cmentarza

Korytnica – wieś sołecka w Polsce, położona w województwie mazowieckim, w powiecie garwolińskim, w gminie Trojanów.
| SIMC    | Nazwa   | Rodzaj    |
| ------- | ------- | --------- |
| 0692469 | Dębniak | część wsi |

W latach 1954–1972 wieś należała i była siedzibą władz gromady Korytnica. W latach 1975–1998 miejscowość należała administracyjnie do województwa siedleckiego.
W 1858 roku we wsi urodził się Józef Wodziński, malarz i ilustrator.
We wsi znajduje się Zespół Szkół im. Jana Pawła II.
Miejscowość jest siedzibą rzymskokatolickiej parafii św. Bartłomieja Apostoła.